# Synthèse de Strecker
Pour les articles homonymes, voir Strecker.
La synthèse de Strecker, nommée d'après Adolph Strecker qui l'a découverte et publiée pour la première fois en 1850, est une série de réactions chimiques permettant la synthèse d'un acide aminé à partir d'un aldéhyde (ou d'une cétone),,. L'aldéhyde est condensé avec du chlorure d'ammonium en présence de cyanure de potassium pour former un α-aminonitrile, qui est ensuite hydrolysé pour donner l'acide aminé désiré,.
Si l'utilisation de sels d'ammonium donne des acides aminés non substitués, celui d'une amine primaire ou secondaire fonctionne aussi et donne des acides aminés substitués. De même, l'utilisation de cétones à la place d'aldéhydes donne des acides aminés α,α-disubstitués.
La synthèse originale d'Adolph Strecker de 1850 donne un mélange racémique d'α-aminonitriles, mais de récentes procédures utilisant des auxiliaires asymétriques ou des catalyseurs asymétriques, ont été développées et permettent d'obtenir un seul isomère.

## Mécanisme réactionnel
Le mécanisme réactionnel de cette réaction est décrit ci-dessous:
Dans la première partie, l'aldéhyde (1.1) réagit avec l'ammoniac par addition nucléophile pour former un hémiaminal (1.3); ce dernier attire un proton pour former un ion iminium (1.5) par élimination d'eau. Une seconde addition nucléophile, cette fois-ci de l'ion cyanure, forme l'aminonitrile (1.6).
Dans la seconde partie, l'aminonitrile activé par un proton (2.1) subit une double addition nucléophile d'eau pour former l'intermédiaire (2.6). Celui-ci élimine de l'ammoniac et un proton pour donner le produit final (2.7).

## Utilisation
Un exemple d'utilisation actuelle  de la synthèse de Strecker est la synthèse de masse d'un dérivé de L-valine en partant de la 3-méthylbutan-2-one :
Le produit de la réaction initiale entre la 3-méthylbutan-2-one, le cyanure de sodium et l'ammoniac est résolu par application d'acide L-tartrique. L'acide aminé final est isolé comme sel d'acide par la dicyclohexylamine.